# Komoran
Komolom ou l'île de Komoran est une île située au sud-est de l'île de Yos Sudarso, non loin de la côte sud de l'île de Nouvelle-Guinée, dans la province de Papouasie méridionale, en Indonésie. Sa superficie, beaucoup plus réduite que celle de sa voisine, est de 695 km². L'île plate est principalement couverte de végétation tropicale et est traversée par de nombreux petits ruisseaux.
Komoran comptaient 554 habitants en 2010. La densité de population est inférieure à 2 habitants au km 2 . Le seul village est Komolom (anciennement Mombum ) qui se trouve à l'est de la côte sud.
La zone des îles Komoran est principalement couverte de marécages. Le climat des îles Komoran est un climat de savane avec une température moyenne de 22 °C . Le mois le plus chaud est décembre avec une température moyenne de 24 °C, et juin pour le mois le plus froid, avec des températures autour de 20 °C.  Les précipitations moyennes sont de 2 036 millimètres par an. Le mois le plus humide est mai, avec 520 millimètres de pluie, et le plus sec est septembre avec 5 millimètres de pluie.
Les caractéristiques naturelles suivantes se trouvent autour de l’île de Komoran :
- Île Baïka
- Île Malatar
- Île de Miwar
- Île de Paimit
- Tamaras
- Rivière aux crocodiles
- Rivière Wappau
- Rivière Wilangi
- Rivière Wilku